# 破城者 (攻城塔)
破城者（希臘語：ἑλέπολις , Helepolis），是一超巨型攻城器具。由色薩利的波呂伊多斯（Polyidus）所發明，後來經過馬其頓安提柯王朝德米特里一世和雅典的埃披馬格斯（Epimachus）改良而成，用在前305年羅得圍城戰中。
破城者攻城塔是由前一年薩拉米斯圍城戰中的攻城塔為基礎，發展而成。它的希臘原名ελείν πόλεις，即「破壞城市者」。古代作家如西西里的狄奧多羅斯、維特魯威、普魯塔克等，以及古書阿特納奧斯的《裝置》（Athenaeus Mechanicus）對這項驚人的攻城塔都有詳細的描述。假如這些數據都是正確的話。那破城者攻城塔將是古代歷史上最巨大、且最有威力的攻城塔。

## 描述
破城者攻城塔本身是個龐大的錐形塔樓，每一面39.6米高，19.8米寬，必須用人力來把它推進戰場。它底座安置8個巨輪，每個輪子高3.6米，並且都有輪腳，使攻城塔也能橫向行動。為了使它防火，在攻城塔的三面（正面，左面，右面）都包覆著鐵板。塔內分成九個樓層，樓梯分成兩個寬敞通道，一道讓人向上爬，另一道向下。整棟攻城塔重達160噸，每樓層加共需3,400人在內運作，其中轉動巨大絞盤，使絞盤透過帶子來改變輪子方向就需要200人，而還需要更多其他人在後面推攻城塔。輪子的輪腳使破城者攻城塔能橫向移動，這樣整座器具就能移動到想要的攻擊位置，並且塔內裝有投石器和弩砲，保持攻城塔移動時還能對城牆進行火力壓制，保護後面推攻攻城塔的人們。
破城者攻城塔具有可怕的重型投射武器，其內部第一層有兩座能投射82公斤的投石機，和一座能投射27公斤的投石機。在第二層有三座27公斤的投石機，其後上面五層每層有著兩座能發射14公斤的小型投石機。另外，可由內部機械控制的遮門來保護這些投石機的砲口，這些遮門由獸皮包覆，獸皮內填充羊毛和海草的混合物，使其防火，因此砲口可以安全地對敵人的城牆狂轟亂炸。在攻城塔最上面兩層，士兵可以用每層兩座的輕型弩砲掃除城牆上敵人。

## 羅得圍城戰
前305年，安提柯王朝德米特里一世進攻羅得島上的首府羅得城。為了攻城，德米特里興建許多前所未見的攻城武器，其中最著名的就是破城者攻城塔。當破城者推向羅得城牆時，羅得島人把所有火力集中起來，拼命把攻城者外牆的防火鐵板擊落，他們成功擊毀一部份，並打算用火球攻擊。德米特里擔心他巨大的攻城塔會被燒毀，命令它後撤去修復。德米特里命人把羅得島人發射的石矢聚集起來，推測他們的庫存量。他相當驚訝羅得島人能在短短時間內搞出一堆石矢。
當破城者修復後，古羅馬維特魯威提供了接下來的記載，他說德米特里又發動新一波攻勢，當攻城塔再一次推向羅得城牆時，羅得島人乞求城內的工程師迪奧吉納圖斯（Diognetus）想個辦法解決這個龐然大物。在夜色掩護下，迪奧吉納圖斯命羅得島人在自己城牆敲一個小洞，溜出城外，並預期日後攻城者攻城塔攻擊時會經過的區域，用渠道導入大量的水、淤泥、泥水，並把地形偽裝起來。迪奧吉納圖斯的計策很成功，這座攻城塔果然在攻城時經過該區塊，它的輪子就陷入泥潭裡動彈不得。德米特里這場圍城戰最終失敗，攻城塔還其他攻城武器被遺棄在戰場上，羅得島人勝利後這些攻城武器的金屬板甲和士兵拋棄的兵器集合，把金屬部分通通重新溶化，戰利品賣掉，以這些金屬和資金建造了羅得島守護神太陽神赫利俄斯的青銅巨像，來慶賀這場戰爭勝利，這座雕像之後被列為世界七大奇觀之一。
在這場戰爭中，德米特里一世不僅建造驚人的破城者，他還建造超巨型破城槌，它長54.8公尺，需1,000人操作。此外，他還有長鑽頭的巨型機具，可以用來鑽破城牆。也因為這場戰爭德米特里展現前所未見的巨型攻城器具，而被希臘人稱為「圍城者」。

## 影響
因為破城者實在太令人印象深刻了，在以後的時代只要攻城塔能移動、能攜帶破城槌或投射巨石和重矢，就會被冠上「破城者」的稱號。
在東羅馬帝國時代，人們稱呼重力拋石機為「破城者」，根據狄奥菲拉克特·西莫卡塔的記載，第一次出現於602年–628年的拜占庭–薩珊戰爭中。
中國元、明朝時出現類似的呂公車。

## 腳註
1. 1 2  《世界武器甲胄圖鑑》p.53
2. ↑  西西里的狄奧多羅斯, 
20.48 （页面存档备份，存于）
3. ↑  Dennis 1998，第103–104頁

## 外部連結
- Dennis, George T.  (PDF). Greek, Roman and Byzantine Studies v.39. 1998  [2009-10-02]. （原始内容存档 (PDF)于2011-08-05）.
- Helepolis
- Ancient Greek war machines: The Helepolis, a fortified wheeled tower